# Кюрдистан (остан)
 За етно-географската област вижте Кюрдистан.  
Кюрдистан (на персийски: کردستان) е един от 31 остана на Иран. Разположен е в западен Иран, включен е в административния Регион 3. Заема площ около 29 000 km² , населението е над 1.5 милиона. Административен център е град Санандадж.

## История
Иранският остан Кюрдистан е част от историческата област Кюрдистан. Територията, населена с кюрди от древни времена, за първи път се споменава с това название през 12 век. В първата половина на 16 век тук се разгръща борба между Османската империя и Сефевидите, в резултат на която източните райони на Кюрдистан стават част на Иран, известна като Ардалан. По време на управление на сефевидския шах Абас I Велики кюрдите заемат високо положение в обществото. Те са на служба при шаха и му помагат да спират набезите на узбеките в началото на 17 век. Ардалан е самостоятелна административна единица със столица Санандадж и се управлява автономно от местните благородници до втората половина на 19 век.
През 1937 г. Иран се разделя на шест административни единици, територията на иранския Кюрдистан е част от Западен остан.
По време на Втората световна война, съгласно споразумение между СССР и Великобритания, територията на иранския Кюрдистан се контролира от съветски войски. По това време реалният владетел на населения с кюрди регион е кметът на град Махабад, Гази Мохамед. През януари 1945 г. той основава Демократическата партия на Ирански Кюрдистан, а през 1946 г. става президент на провъзгласената от него Република Махабад. Републиката съществува до изтеглянето на съветските части в края на същата година.
През 1958 г., при новото административно разделяне на Иран, Кюрдистан получава статут на остан.

## География
Остан Кюрдистан граничи на запад с Ирак. Вътрешните граници са с останите Западен Азербайджан на север, Занджан на североизток, Хамадан на югоизток и Керманшах на юг.
Кюрдистан е изцяло планински регион. Тук се намират две вериги на големия масив Загрос, най-високите върхове на територията на остана са Чархлан (3300 m), Чехелчешме (3173 m), Хосейн Бак (3091 m) и Масчед-е Мирза (3059 m). Има много реки, големите са Заринеруд с дължина 302 km, Симинеруд и притокът на река Тигър Сирван. На височина 1280 m се намира сладководно езеро Заривар. Няма реки, които да се вливат в езерото, захранват го изворите на неговото дъно и снеготопенето на околните планини.
Климатът на остана е разнообразен, като различията касаят главно зимните месеци. Годишните валежи са между 800 и 400 mm. Средната месечна температура в периода май-октомври варира в тесни граници между 22 и 25°C. Най-студено е в края на януари до средата на февруари, когато температурите в някои райони понякога стават отрицателни.

## Административно деление
Всеки остан в Иран се дели на шахрестани, които се състоят от бахши, те на свой ред съдържат най-малките административни единици – дехестани. Административният център на шахрестан е град, който носи името на шахрестана. Остан Кюрдистан е разделен на 10 шахрестана. Данните за населението на шахрестаните са от националното преброяване през 2016 г.
| Карта на остан Кюрдистан | Шахрестан | Население |
| ------------------------ | --------- | --------- |
|                          |           |           |
| Бане                     | 158 690   |           |
| Биджар                   | 89 162    |           |
| Дехголан                 | 64 015    |           |
| Дивандаре                | 80 040    |           |
| Сарвабад                 | 44 940    |           |
| Сагез                    | 226 451   |           |
| Санандадж                | 501 402   |           |
| Горве                    | 140 192   |           |
| Камияран                 | 102 856   |           |
| Мариван                  | 195 263   |           |

## Население
Съгласно националното преброяване през 2016 г. населението на остана е 1 603 011 души, от тях около 71% живеят в градовете. 84.5% от населението е грамотно (възрастова група над 6 г.).
Етническото мнозинство са кюрди, които говорят на няколко местни субдиалекта на кюрдския език. В
източните райони на остана живее тюркоезично население. Персийците са малцинство, но персийският език се използва и от другите етнически групи.

## Икономика
Икономиката на остана е свързана основно със селското стопанство, като по-значителен е делът на животновъдството. Местните номадски племена се занимават с отглеждането на домашен добитък, главно овце и кози. Произвежданите земеделски продукти са пшеница, ечемик, плодове. Индустриалното производство е представено от предприятията на химическата, текстилната, кожарската и хранително-вкусовата промишленост. Упражняват се традиционните ръчни занаяти, които заедно с природните даденостите на остана съдействат за развитието на туристическия отрасъл.

## Образование
Остан Кюрдистан разполага с 18 научни и образователни организации, сред които са филиалите на Свободен ислямски университет и на Университета Паям-е Нур. В столицата на остана се намират Университет на Кюрдистан и Медицински университет

## Забележителности
Остан Кюрдистан притежава както природни, така и исторически забележителности:
- Езеро Заривар – сладководно планинско езеро, заобиколено от красива природа;
- Пещери Карафту – древен комплекс от пещери на няколко нива;
- Село Паланган – малко селище на стръмен планински склон, покривите на къщите са дворове на тези над тях;
- Джамия Негел – известна поради съхраняването в нея на старинен [[Коран]. Книгата е написана с куфическо писмо, за нейното намиране има красива легенда;
- Църква Санандадж – от епохата на Сефевидите, построена е от арменци, намерили убежище в Иран;
- Музей Санандадж с колекция на исторически и етнографски експонати.